# Diomignita
La diomignita era considerada com un mineral microscòpic de la classe dels borats, trobat en inclusions fluides en beril o espodumena. Més tard es va descobrir que les inclusions van ser identificades erròniament, tractant-se en realitat de zabuyelita. Des de llavors, aquesta espècie es troba desacreditada per l'Associació Mineralògica Internacional i és considerada com un sinònim de la zabuyelita.

## Característiques
La diomignita és un borat de fórmula química Li₂[B₄O₇]. Cristal·litza en el sistema tetragonal. Segons la classificació de Nickel-Strunz, la diomignita pertany a «06.DD - Tectotetraborats", sent l'única espècie que s'hi pot trobar. Va ser descoberta l'any 1984 a la mina Tanco, al llac Bernic (Manitoba, Canadà).